# Christine von Grünigen
Christine von Grünigen (* 25. März 1964 in Schönried, Schweiz) ist eine ehemalige Schweizer Skirennfahrerin.
Während vieler Jahre gehörte sie im Slalom zur erweiterten Weltspitze. Die ältere Schwester von Michael von Grünigen erzielte im Laufe ihrer langjährigen Karriere dreimal einen dritten Platz. Bei den Olympischen Spielen 1994 in Lillehammer fuhr sie auf den sechsten Rang. Am Ende der Saison 1993/94 trat sie zurück.